# Basiprionota subopaca
Basiprionota subopaca es un coleóptero de la familia Chrysomelidae.
Fue descrito científicamente por primera vez en 1925 por Spaeth.